# Collège de Laon
Le collège de Laon (nom latin : collegium Laudunense, de Lauduno) est un collège de l'ancienne université de Paris.

## Histoire

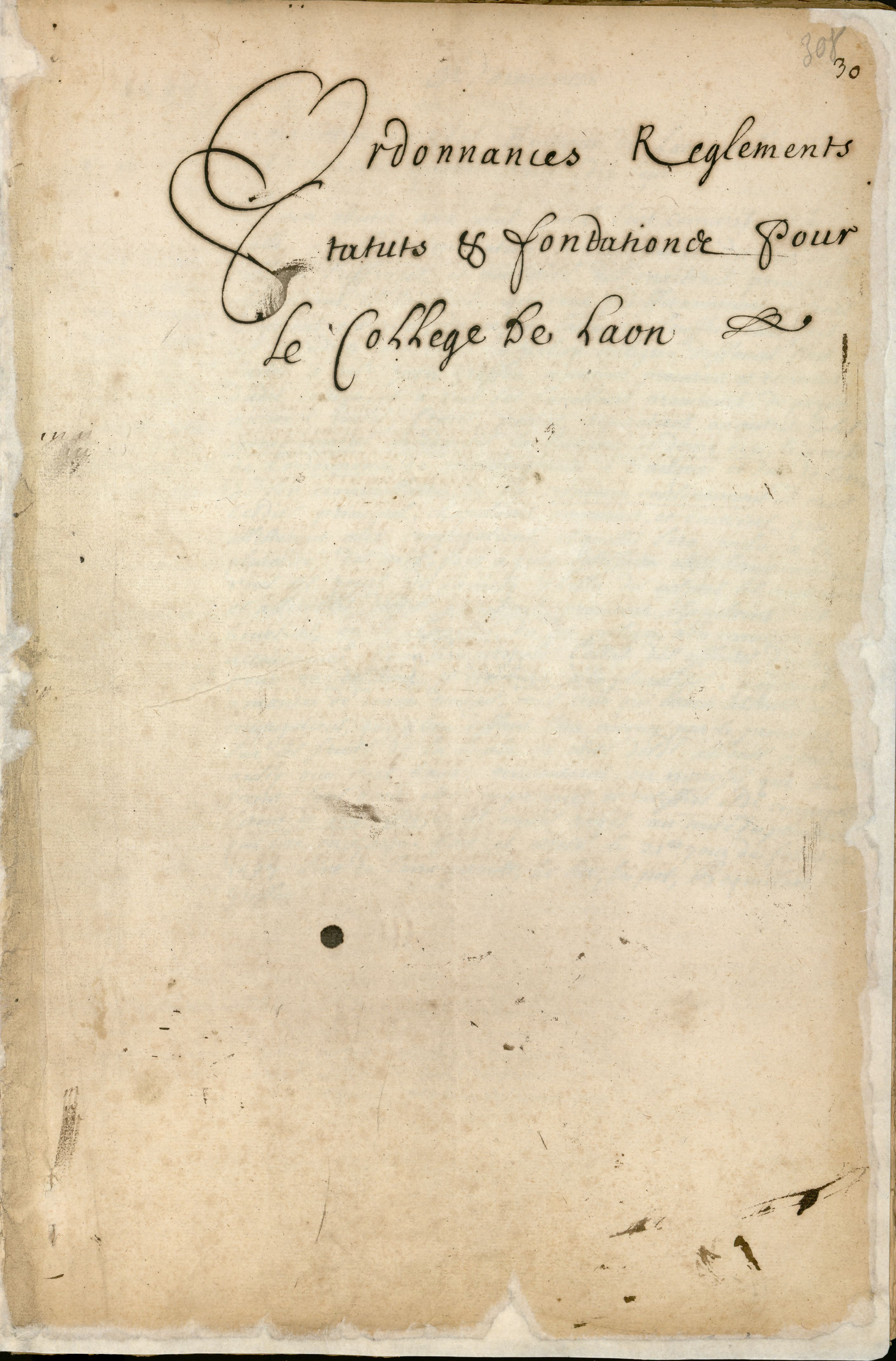
Fondation et statuts du collège de Laon (Bibliothèque de la Sorbonne, NuBIS).

Il fut fondé en 1314 avec le collège de Presles par un clerc, Guy de Laon, trésorier de la Sainte-Chapelle, et un laïc, Raoul de Presles, seigneur de Lizy, légiste au service du roi. 
Les écoliers de Laon et ceux de Presles, dotés de 300 livres de rente annuelle, sont ainsi installés ensemble sur la montagne Sainte-Geneviève, entre les rues du Clos-Bruneau et Saint-Hilaire. Cependant, un conflit éclate entre les boursiers des deux diocèses, engendrant une division du collège en deux sites géographiques. Les boursiers du Laon s'établissent ainsi en 1340 dans une maison de la Montagne Sainte-Geneviève, octroyée par Gérard de Montaigu, avocat général au Parlement de Paris. 
Les écrits retraçant l'histoire du collège de Laon font état d'une exceptionnelle régularité administrative et disciplinaire du collège. 
Le collège forme de nombreux clercs du diocèse de Laon. On y dispense des cours de philosophie et de théologie. 
Au moment de l'union du collège de Laon avec le collège Louis-le-Grand en 1763, l'établissement compte douze boursiers qui étudient la théologie, et dix-sept boursiers collégiens, humanistes et philosophes. Les locaux du collège sont vendus en 1822. 